# 교황 파스칼 2세
교황 파스칼 2세(라틴어: Paschalis PP. II, 이탈리아어: Papa Pasquale II)는 제160대 교황(재위: 1099년 8월 13일 - 1118년 1월 21일)이다. 본명은 라이네리우스(Ranierius)이다. 클뤼니 수도원 출신이며 재임기간은 약 20년으로, 중세 시기의 교황들 중에서는 이례적으로 오래 재임한 편에 속한다. 재임기간 내내 서임권 문제로 인해 하인리히 4세에 이은 하인리히 5세와도 다투며 고초를 겪었다. 원만하게 타협하려는 시도를 한 적이 있었으나 무산된 후에 한 차례 투옥되어 옥고를 치르며 서임권을 강탈당하기도 하였다.

## 약력

### 생애 초기와 교황
파스칼 2세는 로마냐 포를리 인근의 브레다에서 태어났다. 클뤼니 수도원 출신인 그는 1073년 교황 그레고리오 7세에 의해 산 클레멘테 성당의 사제급 추기경에 서임되었다. 그리고 1099년 8월 13일 교황 우르바노 2세의 뒤를 이어 교황으로 선출되었다. 즉위 초반 대립교황들을 차례로 축출하며 자신의 입지를 다지는 데 성공했다. 교황과 신성 로마 제국 황제 간의 서임권 투쟁에 있어서 그는 전임 교황 그레고리오 7세의 정책을 이어받아 의욕적으로 추진하였다. 하인리히 4세가 시종일관 서임권은 자신의 권리라고 주장하자 교황 파스칼 2세(재위 1099-1118)는 1102년 교회회의를 통해 황제의 서임권 행사 금지를 재확인한 후 하인리히 4세를 파문하였다

### 서임권 투쟁
장차 신성 로마 제국의 황제가 될 하인리히 5세는 부왕 하인리히 4세가 파문된 것을 기회 삼아 1105년 반란을 일으켰다. 이때 파스칼 2세는 하인리히 5세를 지지했다. 반란은 성공했고 부왕 하인리히 4세는 폐위당했다. 하지만 하인리히 5세는 나중에 자기 아버지와 화해하기 위해 교황을 찾아가 그의 사면을 요청하기도 하였다. 하인리히 5세는 비록 교황의 편에 서서 자기 아버지와 적대하기는 했지만, 서임권 문제에 있어서는 자기 아버지보다 훨씬 완고한 입장을 취하였다. 1106년 1월 마인츠에서 열린 제국 의회에서는 서임권 문제를 해결하기 위해 파스칼 2세에게 초대장을 보냈지만, 파스칼 2세는 이를 거부하고 오히려 1106년 10월 구아스탈라에서 시노드를 소집해 평신도의 서임권 금지를 재천명하였다.
1106년 말, 파스칼 2세는 신성 로마 제국과의 싸움에서 프랑스 국왕 필리프 1세의 중재를 요청하기 위해 직접 프랑스로 방문했다. 그러나 아무런 소득 없이 1107년 9월에 이탈리아로 돌아왔다. 하인리히 5세가 자신의 황제 대관식을 위해 군대를 이끌고 이탈리아로 진격하자, 파스칼 2세는 1111년 2월 타협안을 제시하며 그와 비밀협정을 맺었다. 협정의 내용은 황제가 서임권을 포기한다면 그대신 독일 교회의 재산과 권리를 황제에게 넘기겠다는 것이였다. 그러나 정작 이에 대해 독일 주교관할지역을 담당하는 주교들과 사전 상의가 없었다. 1111년 2월 하인리히 5세의 황제 대관식에서 협정서가 발표되었을 때, 재산과 권리를 반납해야 하는 독일 교회와 영주들이 크게 반발하며 항의가 너무 거세여 대관식을 계속 진행할 수 없었다. 이어서 로마 시민들이 하인리히 5세에 맞서 봉기를 일으켰다. 하인리히 5세는 급히 대관식을 취소하고 교황과 추기경들을 인질로 생포한 후 피신하였다.

### 강탈당한 서임권
파스칼 2세는 61일 동안 감옥에 갇혀 힘겹게 살았으며, 카푸아 공작 로베르 1세의 노르만 군대가 그를 구출하기 위해 나섰지만 독일군에 패퇴하여 실패로 끝났다. 파스칼 2세는 감옥 생활을 견디다 못해 결국 하인리히 5세에게 굴복하여 그의 서임권을 인정하였다. 그 후 하인리히 5세는 1111년 4월 13일 성 베드로 대성전에서 신성 로마 제국 황제위에 올라, 과거에 있었던 일에 대해서는 어떠한 보복 행위도 하지 않기로 합의한 후, 알프스 너머로 철수했다. 그러나 교회 개혁파는 이에 반발하여 1112년 3월 라테라노 시노드를 통해 폭력에 의해 강요된 양보이기 때문에 무효라고 선언했다. 1112년 10월 빈에서 열린 시노드에서는 하인리히 5세를 파문하기로 결의하였으며, 파스칼 2세는 이를 승인하였다.

### 잉글랜드의 문제
1106년, 잉글랜드에서 서임권을 놓고 캔터베리 대주교 안셀모와 국왕 헨리 1세 간의 갈등을 해소하려고 노력하였다. 당시 헨리 1세가 지명된 후보자에게 성직록과 영지 부여 및 왕에 대한 충성 서약을 시킴으로써 주교를 임명하자, 안셀모는 자신의 주교 반지와 주교 지팡이를 보여줌으로써 주교인 자신만이 서임권을 갖고 있다고 주장하며 맞섰다. 재임 후반에 들어서면서 잉글랜드에서 새로운 문제가 불거졌다. 헨리 1세 국왕이 교황의 허락 없이 주교들의 소임지를 마음대로 이동시킨 것이다. 이 소식을 들은 파스칼 2세는 1115년 시노드를 열어 그를 규탄하고 파문을 경고하였다.

### 사망
토스카나의 마틸데는 1115년 죽기 전에 자신의 모든 영지를 교회에 양도했다고 알려졌으나, 이를 입증할 구체적인 증거는 남아있지 않다. 교황청에서도 이를 공식적으로 인정하고 있지 않다. 하인리히 5세는 즉시 마틸데의 영지에 대한 자신의 소유권을 주장하였다. 1116년에 로마에 폭동이 일어나 로마를 떠나 피신했으며 1117년에 하인리히 5세가 로마에 도착하자 파스칼 2세는 그를 피해 다시 로마를 떠났다. 1118년 초 하인리히 5세가 롬바르디로 철수하면서 파스칼 2세는 로마로 돌아왔지만, 며칠 지나지 않아 1118년 1월 21일 선종하였다.

## 재임 시기 동안의 활동
파스칼 2세 교황은 1084년 노르만족의 로마 약탈 기간 중에 전소된 산티콰트로 코로나티 성당의 재건을 지시하였다. (참조 로마약탈 1084年)
1116년에 그는 바르셀로나 백작 라몬 베렌가리오 3세에게 타라고나를 탈환하기 위한 십자군을 일으킬 것을 지시하였다.
파스칼 2세가 재임한 동안, 동로마 제국 황제 알렉시오스 1세는 가톨릭교회와 동방 정교회 간의 분열을 치유하기 위해 노력했으나 실패로 끝나고 말았다. 왜냐하면 1112년 후반 콘스탄티노폴리스 총대주교에게 모든 교회에 대한 교황의 수위권을 인정할 것을 파스칼 2세가 요구했다는 사실이 알려지자, 동방 정교회 측의 대다수 성직자들과 수도자들, 평신도들이 격렬하게 반대하면서 무위에 그쳤기 때문이다. 이후 교회의 분열은 현상 유지 상태로 남게 되어, 오늘날까지 이르게 되었다.
1113년 2월 15일 교황 파스칼 2세는 《지극히 경건한 요청》(Pie postulatio voluntatis)이라는 제목의 교서를 발표하였다. 교서 내용은 몰타 기사단이라고도 불리는 예루살렘의 성 요한 구호기사단의 창설을 인가한다는 것이다. 교서에는 또한 교황의 보호 아래 유럽과 아시아에 걸친 기사단의 재산과 영지에 대한 세금을 면제해 준다는 내용도 포함되어 있다.

## 같이 보기
- 보름스 협약